# Неделкова Граштиця
Неде́лкова Грашти́ця (болг. Неделкова Гращица) — село в Кюстендильській області Болгарії. Входить до складу общини Невестино.

## Населення
За даними перепису населення 2011 року у селі проживали 115 осіб, усі — болгари.
Розподіл населення за віком у 2011 році:
Динаміка населення: